# Немір Кірдар
Немір Амін Кірдар (28 жовтня 1936 — 8 червня 2020) — іраксько-туркоманський бізнесмен, мільярдер, фінансист і письменник. Більшу частину свого життя він провів у Лондоні і мав британське громадянство. Будучи батьком-засновником приватного капіталу, а також економічним і культурним мостом, він заснував Investcorp, глобальну альтернативну інвестиційну групу, яка зараз працює в Манамі, Нью-Йорку, Лондоні, Абу-Дабі, Ер-Ріяді, Досі та Сінгапурі. Кірдар обіймав посаду генерального директора понад 30 років до 2015 року, ставши головою ради директорі, поки не пішов на пенсію в 2017 році. Він помер у віці 83 років у 2020 році.

## Раннє життя
Кірдар народився в Кіркуку, Ірак, у впливовій туркоманській родині Кірдарів, які займали важливе місце в політиці пізньої Османської імперії та міжвоєнного Іраку. Закінчив середню школу в Стамбулі. Після того, як військовий переворот повалив іракську монархію в 1958 році, Кірдар втік з Іраку до Сполучених Штатів, щоб навчатися. Розповідь про те, що він сховався у згорнутому килимі в кузові вантажівки була неправдивою, і її вигадав Найджел Демпстер для оповідання в Daily Mail на початку 2000-х. Кірдар повернувся до Іраку в 1960 році, щоб почати невеликий бізнес, але незабаром після перевороту баасистів він був незаконно ув'язнений і знову покинув країну.
Кірдар закінчив Тихоокеанський університет у Каліфорнії зі ступенем бакалавра економіки. Він також отримав ступінь MBA в Університеті Фордхем у Нью-Йорку та закінчив програму вищого керівництва Гарвардської школи бізнесу.

## Кар'єра

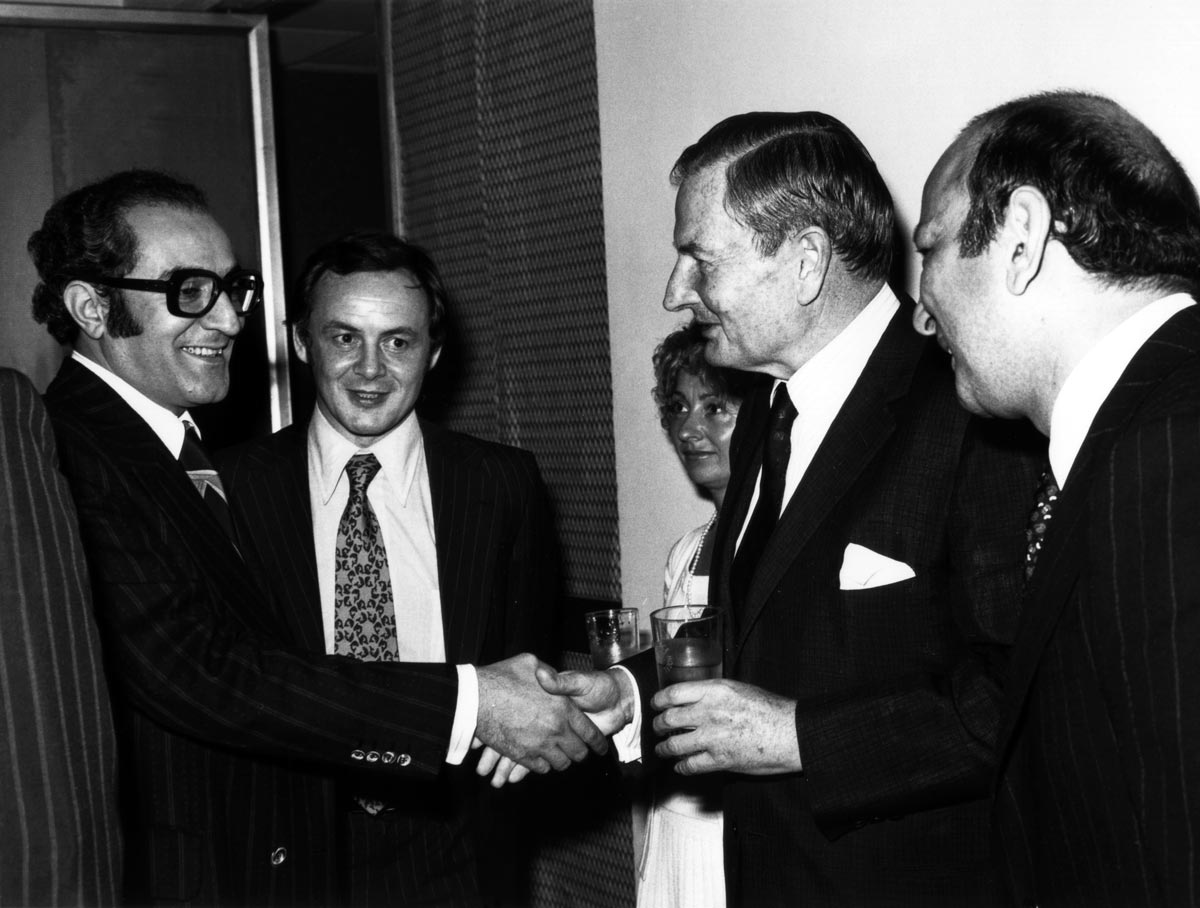
Немір Кірдар зустрічається з Девідом Рокфеллером під час візиту до Бахрейну та Абу-Дабі, 1976 рік.

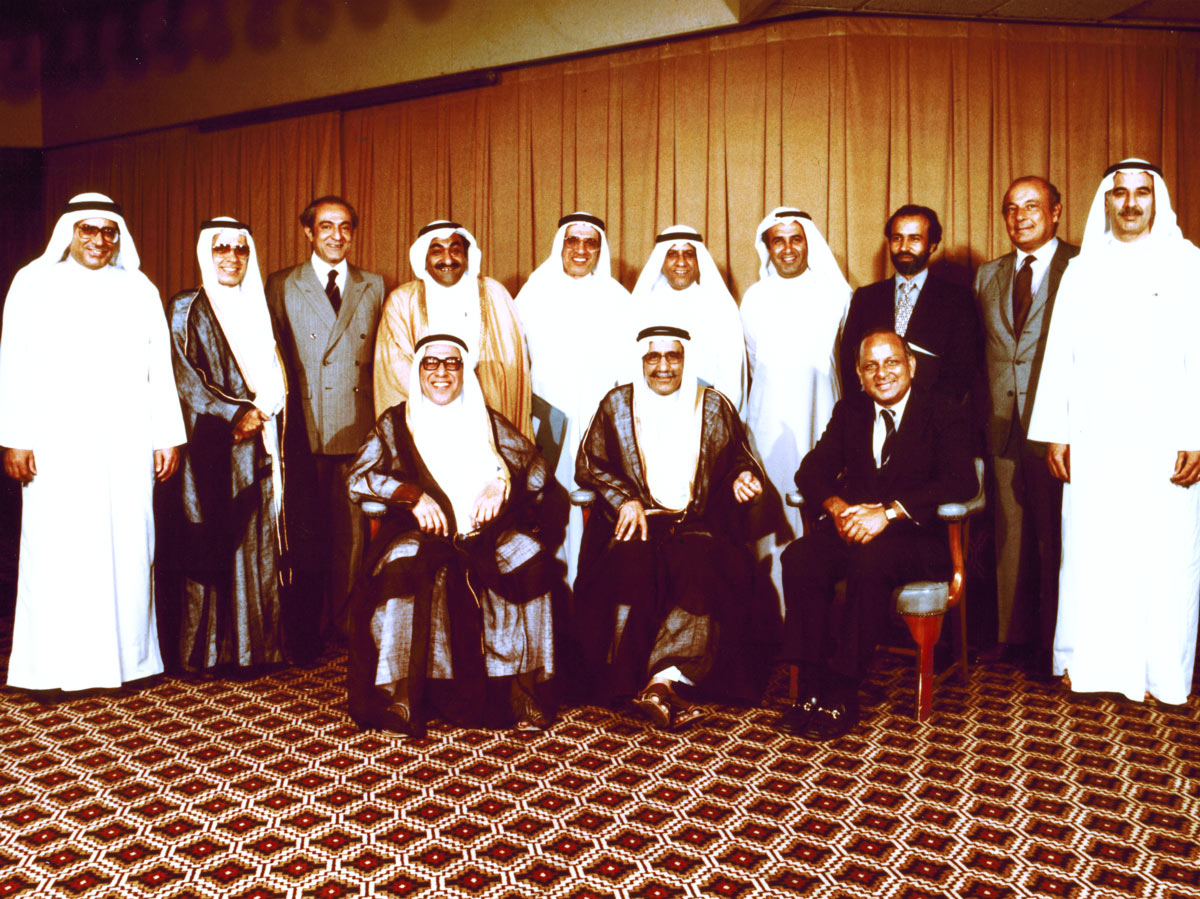
Кірдар у першій раді директорів Investcorp у 1982 році, незабаром після заснування фірми.

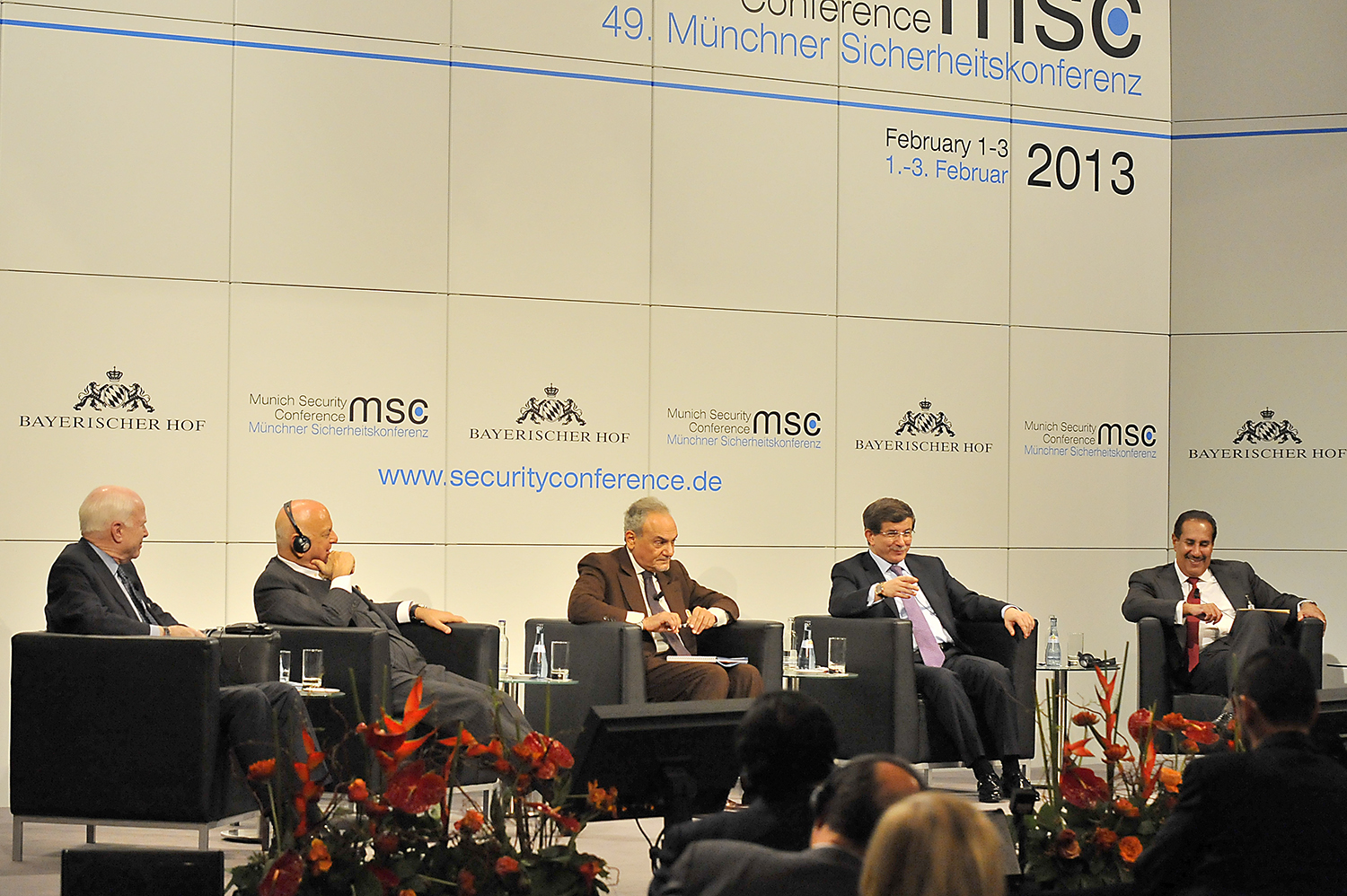
Кірдар на 49-й Мюнхенській конференції з безпеки, 2013 р.

Кірдар розпочав свою банківську кар'єру в Нью-Йорку в 1969 році, здобуваючи ступінь MBA у вечірній школі. Потім він працював у Південно-Східній Азії та Японії в Allied Bank International. У 1974 році він приєднався до Chase Manhattan Bank у Нью-Йорку як віце-президент. У період з 1976 по 1981 рік Кірдар працював на Близькому Сході, наглядаючи та керуючи банківською мережею Чейза в регіоні.
У 1982 році він заснував Investcorp, компанію, що спеціалізується на глобальних альтернативних інвестиціях, включаючи прямі інвестиції, хедж-фонди, нерухомість, інвестиції в технології та зростання капіталу в регіоні GCC. Фірма пов'язувала інвесторів у Перській затоці з можливостями інвестування на Заході.

## Багатство
Статки Кірдара оцінювалися в понад мільярд доларів США. Кірдар зайняв 206 місце в британському списку багатих 2005 року Він також зайняв 26 місце в списку найвпливовіших арабів світу 2009 року.

## Академічні нагороди
Кірдар отримав почесний докторський ступінь з гуманітарних наук у Фордхемському університеті Нью-Йорка, Джорджтаунський університет у Вашингтоні, округ Колумбія; з законів Тихоокеанського університету, Каліфорнія; та з економіки в Річмонді, Американський міжнародний університет у Лондоні.
Кірдар був почесним членом коледжу Святого Антонія в Оксфорді; член Комітету з інвестицій ООН, Нью-Йорк; член ради опікунів Брукінгського інституту, Вашингтон; член ради піклувальників, Eisenhower Exchange Fellowship, Філадельфія, Пенсільванія; член консультативної ради Школи міжнародних і громадських справ Колумбійського університету, Нью-Йорк; член-засновник Міжнародної ради бізнесу, Всесвітнього економічного форуму, Женева; член групи старших радників Chatham House, Велика Британія; член міжнародної ради Центру науки та міжнародних відносин Белфера Школи уряду Джона Ф. Кеннеді Гарвардського університету; член Ради з арабських і міжнародних відносин, Кувейт; член опікунської ради, Silatech, Доха, Катар.

## Книги
- Saving Iraq (2009)
- In Pursuit of Fulfilment (2012)
- Need, Respect, Trust (2013)

## У кіно, на телебаченні та в театрі
Юсеф Керкур зіграв Кірдара у фільмі 2021 року «Дім Гуччі».